# Rubyspira goffrediae
Rubyspira goffrediae is een slakkensoort, de plaats in een familie is nog onzeker. De wetenschappelijke naam van de soort is voor het eerst geldig gepubliceerd in 2010 door Johnson, Warén, Lee, Kano, Kaim, Davis, Strong & Vrijenhoek. 